# Rübsen-Blattwespe

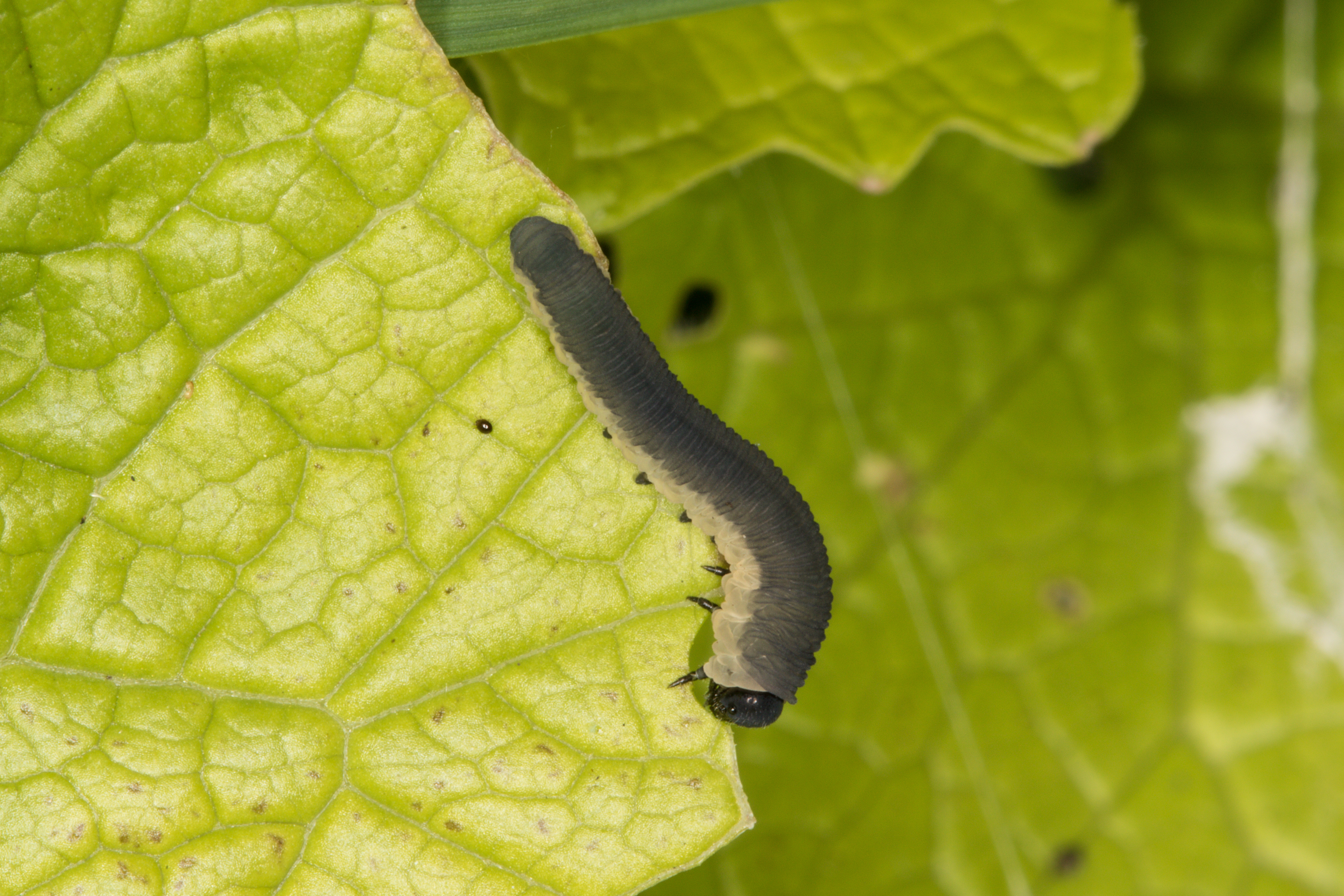
Larve

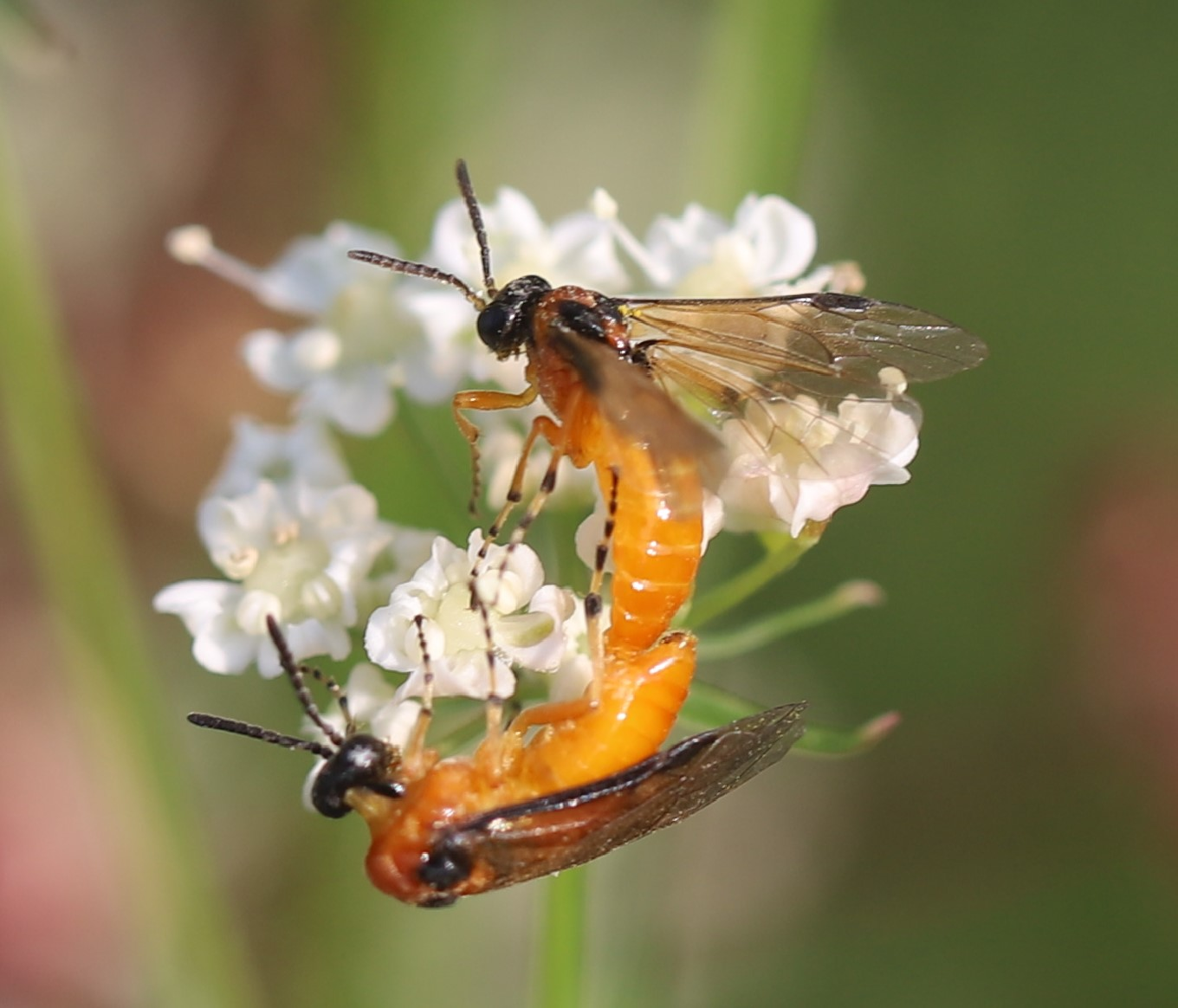
Bei der Paarung

Die Rübsen-Blattwespe oder Kohlrüben-Blattwespe (Athalia rosae) ist eine Pflanzenwespe aus der Familie Athaliidae. Fälschlich wurde die Art auch als „Rübenblattwespe“ bezeichnet, jedoch fressen ihre Larven nicht an Rüben (Beta spp.).
Lange Zeit war die Art unter dem Namen Athalia colibri (Christ, 1791) bekannt. Die Untersuchung von Material in der Sammlung von Carl von Linné, das als Typenmaterial von rosae gedeutet wurde, resultierte in einem verwirrenden Wechsel der Artbezeichnungen. Demzufolge wurde der Artname rosae einer Athalia-Art zugesprochen, die an Kreuzblütlern, jedoch keinesfalls an Rosen (Rosa spp.) frisst.

## Merkmale
Die Imagines von Athalia sind 6–8 Millimeter lang. Sie unterscheiden sich von anderen Echten Blattwespen durch 10-gliedrige, leicht gekeulte Fühler. Ihr Kopf ist überwiegend schwarz, Thorax und Abdomen sind überwiegend gelbrot gefärbt, der Vorderrand der Vorderflügel ist breit schwarz, die Spitzen der Tibien und Tarsen sind schwarz geringelt. Bei den meisten Athalia-Arten ist die Oberseite des Thorax ganz oder überwiegend schwarz. Die Rübsen-Blattwespe unterscheidet sich von den anderen europäischen Arten durch das in der Mitte gelbrot gefärbte Mesonotum und Mesoscutellum.
Die Larven werden bis zu 17 mm lang. Sie sind anfangs graugrün, später schwarzgrau und haben die typische Gestalt einer Afterraupe. Der Rumpf trägt keine Warzen oder Beborstung. Die Stigmen liegen in einem hellen Längsband, das anderen europäischen Athalia-Arten fehlt.

## Vorkommen
Die Tiere sind in Mitteleuropa weit verbreitet. und sehr häufig. Insbesondere im Sommer ist sie in Deutschland stellenweise die am häufigsten zu beobachtende Pflanzenwespenart. Die Imagines sind in Gärten und in der offenen Landschaft von Mai bis Oktober häufig auf den Blüten von Doldenblütlern (Apiaceae) zu beobachten. Entgegen Literaturmeldungen wurde die Rübsen-Blattwespe nicht nach Nordamerika und Südafrika eingeschleppt.
Derzeit werden zwei Unterarten unterschieden: Athalia rosae rosae (Linné, 1758) ist in der Westpaläarktis weit verbreitet, Athalia rosae ruficornis Jakovlev, 1888 kommt in der Ostpaläarktis vor (z. B. China, Indien, Japan, Korea, Nepal).

## Lebensweise, Schadauftreten, Bekämpfung
Imagines treten ab Mai bis spät in den Herbst hinein auf. Bei Massenvermehrungen sind Migrationen zu beobachten. Weibchen sind meist häufiger als die Männchen, schlüpfen früher und leben länger. Die Weibchen legen 100–150 Eier in die Blattränder der Wirtspflanzen. Die Larven schlüpfen nach 4–12 Tagen und verursachen zunächst Lochfraß in den Blättern von der Unterseite aus und später meist Kahlfraß. Auch Blüten und Fruchtstände werden gefressen. Die Larve verzehrt täglich etwa die Masse ihres Anfangskörpergewichtes an Blattgewebe. Die Verpuppung erfolgt nach etwa 4 Wochen 2–5 cm tief in der Erde in einem Kokon. Die Länge der Diapause wird in erster Linie durch die Photoperiode und weniger durch die Temperatur oder Trockenheit beeinflusst.
Eine zweite Generation der Imagines tritt im Juli–August auf. Bei günstigen Witterungsverhältnissen kann es zur Entwicklung von bis zu drei Generationen kommen. Die Entwicklungsgeschwindigkeit ist stark temperaturabhängig, wobei höhere Temperaturen die Embryonalentwicklung und die Gesamtdauer der Fraßperiode verkürzen. Manchmal tritt die erste Generation schädlich auf, manchmal eine spätere. Der Massenwechsel wird weitgehend von den Wirtspflanzen beeinflusst.
Die Larven fressen an Kreuzblütlern, wie beispielsweise an sämtlichen Kohlarten (Brassica spp., z. B. Raps, Weißer Senf, Rübsen) und sind deswegen Schädlinge in der Landwirtschaft.
Bei Untersuchungen in Thüringen konnten nur für die Raupenfliege (Tachinidae) Exorista mimula Meigen eine Parasitierungsrate von bis zu 74,4 % festgestellt werden. Ein starkes Auftreten von Marienkäfern kann den Athalia-Bestand erheblich vermindern. Die Parasitierung durch Ichneumoniden und Befall durch den Pilz Isaria farinosa spielt in der Kontrolle der Populationsgröße von Rübsen-Blattwespen eine untergeordnete bzw. keine Rolle.
Bereits ab zwei Larven je Senfpflanze wurde in der Vergangenheit aus wirtschaftlichen Gründen Bekämpfungsmaßnahmen empfohlen. Diese erfolgt vorzugsweise mit Insektiziden.